# Hiroki Ono

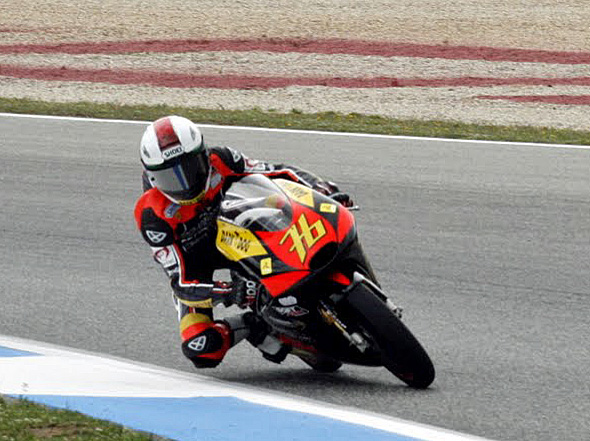
Hiroki Ono på Estorilbanan 2011.

Hiroki Ono, född 15 juli 1992 i Nara, är en japansk roadracingförare som tävlar i Moto3 i världsmästerskapen i Grand Prix Roadracing.
Ono gjorde VM-debut 2008 i 125GP-klassen vid Japans Grand Prix som wildcard. Vid Roadracing-VM 2011 återkom han till samma klass för Caretta Technology Forward Team på en KTM men efter blott fyra Grand Prix tog säsongen slut. Han tävlade därefter bland annat i Asia Road Racing Championship och blev 2014 trea i FIM CEV Repsol Moto3 (junior-VM). I Roadracing-VM 2015 fick Ono köra Moto3-VM för Leopard Racing på en Honda. Han kom på 21:a plats i VM. Säsongen 2016 fortsatte han i Moto3-klassen men bytte team till Honda Team Asia. Han tog sin första pole position i Japans GP 2016. Han såg ut att ta sin första pallplats genom att komma trea i det racet, men diskvalificerades enär ekipaget vägde in under minimivikt.